# مايك كيني (لاعب كرة قدم)
مايك كيني (بالإنجليزية: Mike Keeney)‏ هو مدرب كرة قدم ولاعب كرة قدم أمريكي، ولد في 18 مارس 1974 في الولايات المتحدة.

## روابط خارجية
- مايك كيني على موقع قاعدة بيانات كرة القدم.إي يو (الإنجليزية)
- مايك كيني على موقع Soccerway.com (الإنجليزية)